# Karl Burger
Karl Burger (Stoccarda, 26 dicembre 1883 – Freudenstadt, 3 ottobre 1959) è stato un calciatore tedesco, di ruolo centrocampista.